# Frestedt
Frestedt là một đô thị thuộc huyện Dithmarschen, trong bang Schleswig-Holstein, nước Đức. Đô thị Frestedt có diện tích 10,32 km², dân số thời điểm 31 tháng 12 năm 2006 là 383 người.